# مانیستی، میشیگان
مانیستی (به انگلیسی: Manistee Township) یک منطقهٔ مسکونی در ایالات متحده آمریکا است که در شهرستان منیستی، میشیگان واقع شده‌است.
 مانیستی ۱۲۴٫۹ کیلومتر مربع مساحت و ۳٬۷۶۴ نفر جمعیت دارد و ۲۱۹ متر بالاتر از سطح دریا واقع شده‌است.